# (2576) Yesenin
(2576) Yesenin es un asteroide perteneciente al cinturón de asteroides, descubierto el 17 de agosto de 1974 por la astrónoma ucraniana Liudmila Zhuravliova desde el Observatorio Astrofísico de Crimea (República de Crimea).

## Designación y nombre
Designado provisionalmente como 1974 QL. Fue nombrado Yesenin en honor al poeta ruso Serguéi Yesenin.